# Казанцев, Николай Владимирович (писатель)
Николай Владимирович Казанцев (3 [15] мая 1849, Екатеринбург, Пермская губерния — 10 [23] апреля 1904, Екатеринбург, Пермская губерния) — русский прозаик, драматург.

## Биография
Родился 3 мая 1849 года в известной купеческой семье. Его дед, Кирилл Родионович Казанцев, купец 1-й гильдии, был родным братом купца 1-й гильдии, городского головы Екатеринбурга  Ивана Родионовича Казанцева. Его отец, Владимир Кириллович, владел мукомольной мельницей.
Окончил Екатеринбургскую гимназию.
Служил секретарем в Сибирском торговом банке.
В 1870-х пошёл в «народ» и основал земледельческую колонию в киргизских степях около Петропавловска. Сошёлся с врачом-писателем В. О. Португаловым.
Позднее переселился в Екатеринбург, открыл первую публичную библиотеку, которую передал зубному врачу И.И. Хрущову. С 1887 года тяжело болел (паралич ног).

## Вклад в литературу
По совету Дмитрия Наркисовича Мамина-Сибиряка начал писать рассказы с уральской тематикой. Стихи и эпиграммы в списках ходили по городу.
Входил в «маминский кружок». В издании «Урал: сборник Зауральского Края», посвященный памяти писателя Дмитрия Наркисовича Мамина-Сибиряка, вышедшего в 1913 году в типографии Товарищества «Уральский Край», помещена фотография: «Друзья, члены интимного товарищеского кружка Д. Н. Мамина Н. Ф. Магницкий, И. Н. Климшин, Н. В. Казанцев и А. А. Фолькман перед портретом писателя, 1888 год».
Комедия «Всякому своё» шла в Москве в театре Корша в сезоне 1891/1892 годов, в Санкт-Петербурге театрах Михайлова и Александрии в сезоне 1892/1893 годов.